# Inibitori della ricaptazione di noradrenalina e dopamina
Gli inibitori della ricaptazione di noradrenalina e dopamina, noti anche con l'acronimo NDRI (dall'inglese norepinephrine-dopamine reuptake inhibitor), sono una classe di farmaci antidepressivi e psicostimolanti che aumentano i livelli dei neurotrasmettitori noradrenalina e dopamina nel sistema nervoso centrale inibendone la ricaptazione.

## Indicazioni
Avendo un'azione lievemente psicostimolante, sono utilizzati nelle forme depressive associate a difficoltà cognitive e problemi di concentrazione. Il metilfenidato è infatti approvato nel trattamento del disturbo da deficit di attenzione e iperattività (ADHD).

## Elenco di NDRI
- Bupropione (Elontril, Wellbutrin, Zyban)
- Metilfenidato (Ritalin, Concerta)